# The Young and the Useless
The Young and the Useless è un gruppo hardcore punk fondato a New York alla fine degli anni settanta.
La vita della band non durò a lungo; si sciolse nel 1984 in seguito della partenza di Adam Horovitz. La sua ultima esibizione si tenne il 28 ottobre 1984, presso il celebre club CBGB di New York.

## Formazione
- Arthur Africano
- Adam Horovitz
- David Scilken
- Adam Trese